# Rezerwat przyrody Ponty im. Teodora Zielińskiego
Rezerwat przyrody Ponty im. Teodora Zielińskiego – leśny rezerwat przyrody położony w centralnej Polsce, na Równinie Radomskiej, w gminie wiejskiej Pionki (województwo mazowieckie). Znajduje się w środkowej części Puszczy Kozienickiej, w granicach Kozienickiego Parku Krajobrazowego, 7 km na północny zachód od Pionek, na gruntach wsi Jaroszki. Na południowym wschodzie graniczy z rezerwatem „Ponty Dęby”.
Celem ochrony jest zachowanie drzewostanów dębowo-jodłowych o charakterze naturalnym, z jodłą na północnej granicy jej zasięgu.
Rezerwat został utworzony w 1978 roku i zajmuje powierzchnię 36,6147 ha. Wokół rezerwatu wyznaczono otulinę o powierzchni 9,7864 ha. Rezerwat jest objęty ochroną czynną.
Nazwę nadano mu na cześć znanego miłośnika puszczy, leśnika Teodora Zielińskiego.

## Walory przyrodnicze
W rezerwacie ochroną objęte są zbliżone do naturalnych, a charakterystyczne dla Puszczy Kozienickiej zbiorowiska jodłowo-dębowe. Oprócz jodły zwyczajnej i dębu szypułkowego, których wiek szacuje się na 160–200 lat, występuje tu sosna zwyczajna, brzoza brodawkowata, grab pospolity i świerk pospolity. W runie znajdują się m.in.: przylaszczka pospolita, gajowiec żółty, miodunka ćma, dąbrówka rozłogowa, zawilec gajowy i lilia złotogłów. Na terenie rezerwatu zauważono występowanie około 30 gatunków ptaków, m.in.: bocian czarny, zięba, dzięcioł, wilga czy drozd śpiewak.

## Turystyka
Wzdłuż północnej granicy rezerwatu przebiegają dwa szlaki turystyczne:
- czerwony: Szlak im. Witaliusza Demczuka
- czerwony: Bartodzieje PKP - Goryń - Stoki - rezerwat Ponty im. T. Zielińskiego - rezerwat Zagożdżon - Augustów - rezerwat Źródło Królewskie - Garbatka-Letnisko - Czarnolas